# ファラーフェル

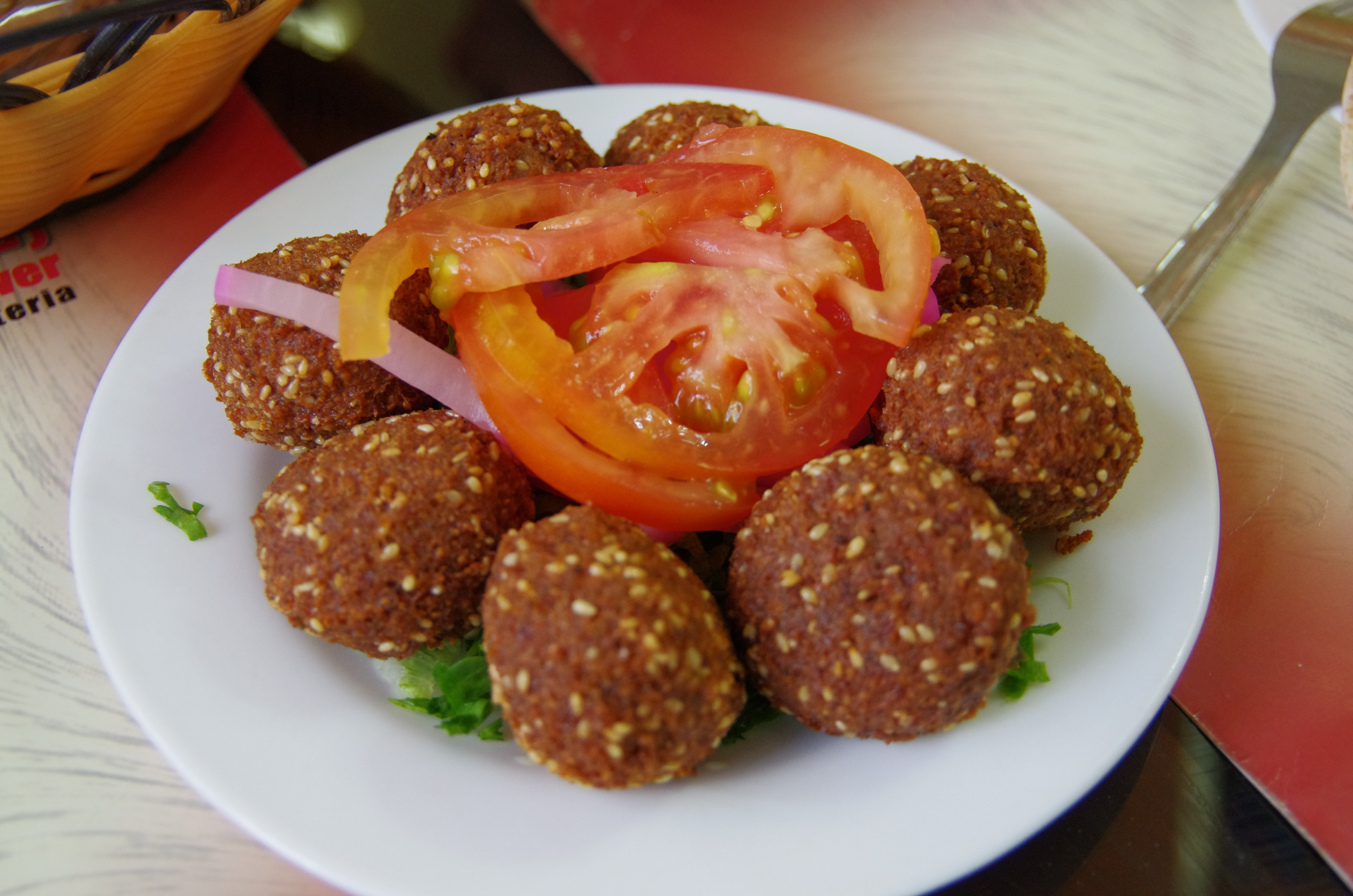
レバノン料理店のファラーフェル

ファラーフェル（アラビア語: فَلَافِل (文語発音：falāfil, ファラーフィル、口語発音：falāfel, ファラーフェル）、ヘブライ語：פלאפל、英語: Falafel）は、ひよこ豆やそら豆をつぶして香辛料を混ぜ合わせ固めたものを食用油で揚げた中東の料理。手で丸めたり専用の型で押し出すなどして油に投入する。
西洋料理のクロケットやそれを模して作られた日本料理のコロッケなどに似た調理法を持つ。
アラブ世界ではエジプト、レバント地方（レヴァント地方、シャーム地方、具体的にはシリア、レバノン、ヨルダン、パレスチナ）、イラク、イエメンの料理として知られている。また中東発祥の料理ということでイスラエル料理として販売・広報されていることも多い。
日本語カタカナ表記としてはファラフェル、ファラーフェルなど。

## アラビア語での名称

### ファラーフェル
فَلَافِل (文語発音：falāfil, ファラーフィル、口語発音：falāfel, ファラーフェル)
語形としては「コショウ」「ピーマン、パプリカ」を意味する名詞 فِلْفِلٌ（filfil, フィルフィル）/ فُلْفُلٌ（fulful, フルフル）の複数形 فَلَافِلُ（falāfil, ファラーフィル）と同じだが、実際には語源に関して複数の説がある。

#### 由来の説1～コプト語の「Φα Λα Φελ」
「ソラマメがいっぱい」「ソラマメがたくさんの」「ソラマメがたくさん入っているもの」が元になったとする説。
タアメイヤと呼ぶことが一般的なエジプト国内でもアレクサンドリアではタアメイヤではなくファラーフェルと呼ばれている。これについてはこの食品のエジプト起源説とからめて説明されることが一般的で、「ファラーフェル自体がコプト語由来で、アレクサンドリアに住んでいたコプト正教会信徒エジプト人らが自分たちの言語でファラーフェルと呼んだのが由来。肉を断つキリスト教式断食の際によく食べていたため。」といった内容が定番となっている。

#### 由来の説2～インド方面から「小さな玉、小球」という意味で伝わったアラム語内の外来語
アラム語にあった「丸いもの」「円いもの」「小さな玉」という意味の語の複数形がアラビア語化により発音変化。アラビア語でコショウが فِلْفِلٌ（filfil, フィルフィル）/ فُلْفُلٌ（fulful, フルフル）と呼ばれるようになったのと同じ理由「球形、玉の形をしている」ことからついた食品名だとする説。
大元はおそらくサンスクリット語の पिप्पली（pippalī, ピッパリー, 「長胡椒」の意）で、それがペルシア語 pilpil（ピルピル）を経由しアラム語に移入された可能性が考えられるという。

#### 由来の説3～中にコショウが入っていることからつけられたタアメイヤの通称「コショウの母」のコショウ部分が切り取られ残ったもの
エジプトのトルコ-クルド系文学者アフマド・タイムール（أَحْمَد تَيْمُور, Aḥmad Taymūr/Taimūr）は、自著である口語大辞典においてファラーフェルが元々は「أُمُّ الْفَلَافِلِ」（文語転写：umm al-falāfil, ウンム・アル＝ファラーフィル、実際の文語発音：ummu-l-falāfil, ウンム・ル＝ファラーフィル、口語転写：umm el-falāfel/il-falāfel, ウンム・エル＝ファラーフェル/イル＝ファラーフェル、実際の口語発音：ウンミ・ル＝ファラーフェル）という呼び名であり、タアメイヤの通称だと定義している。
直訳すると「フィルフィル/フルフル（コショウ）たちの母」となるが、アラビア語は「～の母」という語を「～が入っている食品、～を備えた商品」という意味で使用する。文学者アフマド・アミーン（أَحْمَد أَمِين, Aḥmad Amīn）も自著において「コショウが入った料理」という意味だと説明しており、「コショウの母」が日本語記事でしばしば紹介されてきた「辛きもの全ての母」という訳にはならないことを裏付けている。
Socrates Spiro著『An Arabic-English Vocabulary of the Colloquial Arabic of Egypt』（1895年刊）にもつぶした豆を固めて揚げたフライの名称として「أُمُّ الْفَلَافِلِ」が掲載されておりかつては「ウンム・アル＝ファラーフィル（ウンム・エル＝ファラーフェル/イル＝ファラーフェル）」という言い回しが流通していたことがうかがえる。
なお「أُمُّ الْفَلَافِلِ」（文語転写：umm al-falāfil, ウンム・アル＝ファラーフィル、実際の文語発音：ʾummu-l-falāfil ウンム・ル＝ファラーフィル、口語転写：umm el-falāfel/il-falāfel, ウンム・エル＝ファラーフェル/イル＝ファラーフェル、実際の口語発音：ウンミ・ル＝ファラーフェル）はタアメイヤの古いあだ名であり、現代アラブ世界では「ファラーフェルの母」すなわち「ファラーフェル名産地」「ファラーフェル発祥の地」「ファラーフェル誕生の地」といった意味合いでパレスチナの都市アッカーの二つ名として用いられるのが一般的である。

### タアメイヤ
طَعْمِيَّة（文語発音：ṭaʿmīya, タアミーヤ、現地方言発音：ṭaʿmeyya/ṭaʿmeiya, タアメイヤ）
エジプトやスーダンでの呼び名。名詞 طَعَام（ṭaʿām, タアーム, 「料理、食べ物」の意）の縮小語形「小さな食べ物、小さな料理」である、イスラーム軍がエジプト征服した際このファラーフェルを食べたアラブ人たちが「美味なる料理、おいしい食べ物（اَلطَّعَامُ الْحُلْوُ, 転写：al-ṭaʿām al-ḥulw, アッ＝タアーム・アル＝フルウ、実際の発音：ʾaṭ-ṭaʿāmu-l-ḥulw, アッ＝タアーム・ル＝フルウ）」という意味でタアメイヤ（小さくておいしい食べ物）と名付けた、といった語源説明がなされている。

### バージヤ、バーギヤ
بَاجِيَة（bājiya, バージヤ）
بَاجِيَة（bāgiya, バーギヤ）

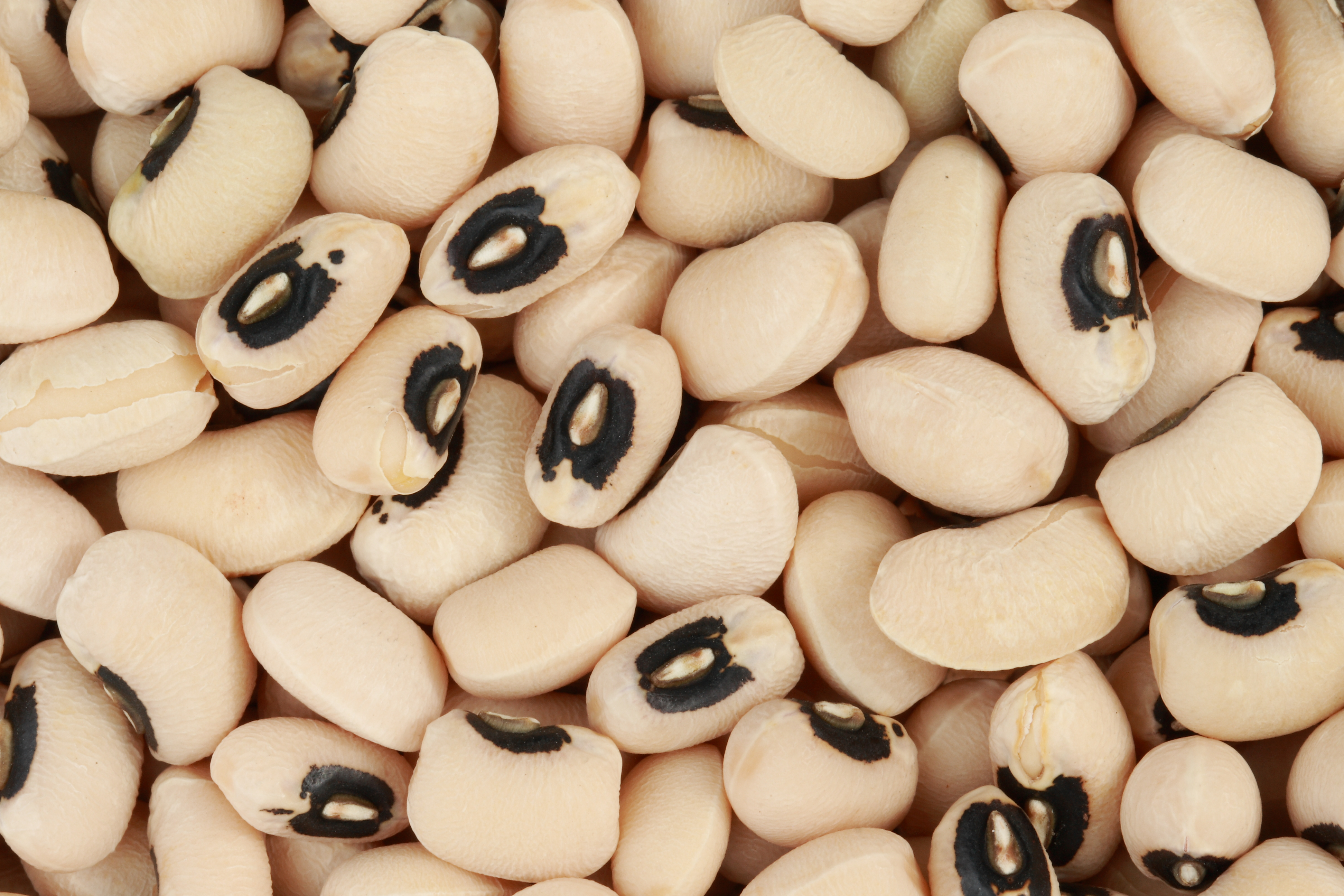
イエメン版の材料となるササゲの仲間「黒目豆」

イエメンでの呼び名。アデン方言など ج の発音置き換えがあるため地域によってはバーギヤと読まれる。
ササゲの一種である黒目豆 لُوبِيَا（lūbiyā ルービヤー）/ دِجْرَة（dijra / digra, ディジュラ / ディグラ）を主材料とするのが特徴。

## 外国語での表記や発音

### 英語での表記と発音
主に falafel。その他 falafil など。
- /fəˈlɑfəl/（ファラフェル）
- /fəˈlæfəl/（ファラフェル）
- /fəˈlɒfəl/（ファラフェル）
- /fəˈlɑːfəl/（ファラーフェル）

### 日本語での表記
原語であるアラビア語での発音は長母音「ー」を含んでおり文語発音が「ファラーフィル」。日常生活で実際に用いられている口語発音は「ファラーフェル」となっているが、日本におけるカタカナ表記では長母音抜きで英語などの非アラビア語発音と同じ「ファラフェル」が多い。

## 起源と歴史
ファラーフェル（ファラフェル）のはっきりとした起源は判明しておらず、起源を主張する国も複数存在する。
ひよこ豆やそら豆が肉の代用とされていたこと、安価な大衆料理だったことから、長きにわたって庶民の食べ物、手軽なストリートフードとして食されてきたことは確かである。しかしながら料理専門書に記載するに足りない存在とみなされていた可能性が高く、その歴史の最初期まで裏付ける記述を見出すことは容易ではないという。

### (アル＝)アンダルス起源説
歴史資料に初めてそれらしき食品が登場するのは「إِسْفِيرِيَا」（isfīriyā, イスフィーリヤー）と呼ばれる(アル＝)アンダルス料理としてで、皮無しひよこ豆をつぶし鶏卵や香辛料を加えて生地を作り油でフライするという方法が記されていた。
書籍『اَلطَّبِيخُ فِي الْمَغْرِبِ وَالْأَنْدَلُسِ』（al-Ṭabīkh fī al-Maghrib wa al-Andalus, アッ＝タビーフ・フィー・アル＝マグリブ・ワ・アル＝アンダルス, 「アル＝マグリブとアル＝アンダルスの料理」の意味）には、薄い塊にして揚げた後で上にシチューをかけて食されていたと記されている。

### 中世の書物における記述
西暦1250年～1517年にかけてのマムルーク朝時代エジプト農村の様子を記した専門書によると、農村では豆料理も含めた様々な料理があったことがわかっているがタアメイヤ（ファラーフェル）らしき料理については掲載が無く、またそれ以外の中世アラブ世界の料理を多数掲載した書物やアラビア語辞典類にも見当たらず、エジプトやレバント地域などにおけるファラーフェル/タアメイヤの痕跡が近代（1800年代）までに発刊された資料に残されていないという。

### エジプト起源説
上記の語源1として挙げたコプト語「Φα Λα Φελ」（ソラマメがいっぱい、ソラマメがたくさんの、ソラマメがたくさん入っているもの）説では、ファラーフェル自体がコプト語由来でアレクサンドリアに住んでいたコプト正教会信徒エジプト人らが食べていた、としてエジプト起源説を支持している。
しかしながら上述の通り、コプト語起源でエジプトが発祥であるという明確な資料が無いこともあり、エジプト起源説は確定していない状況である。

## 作り方

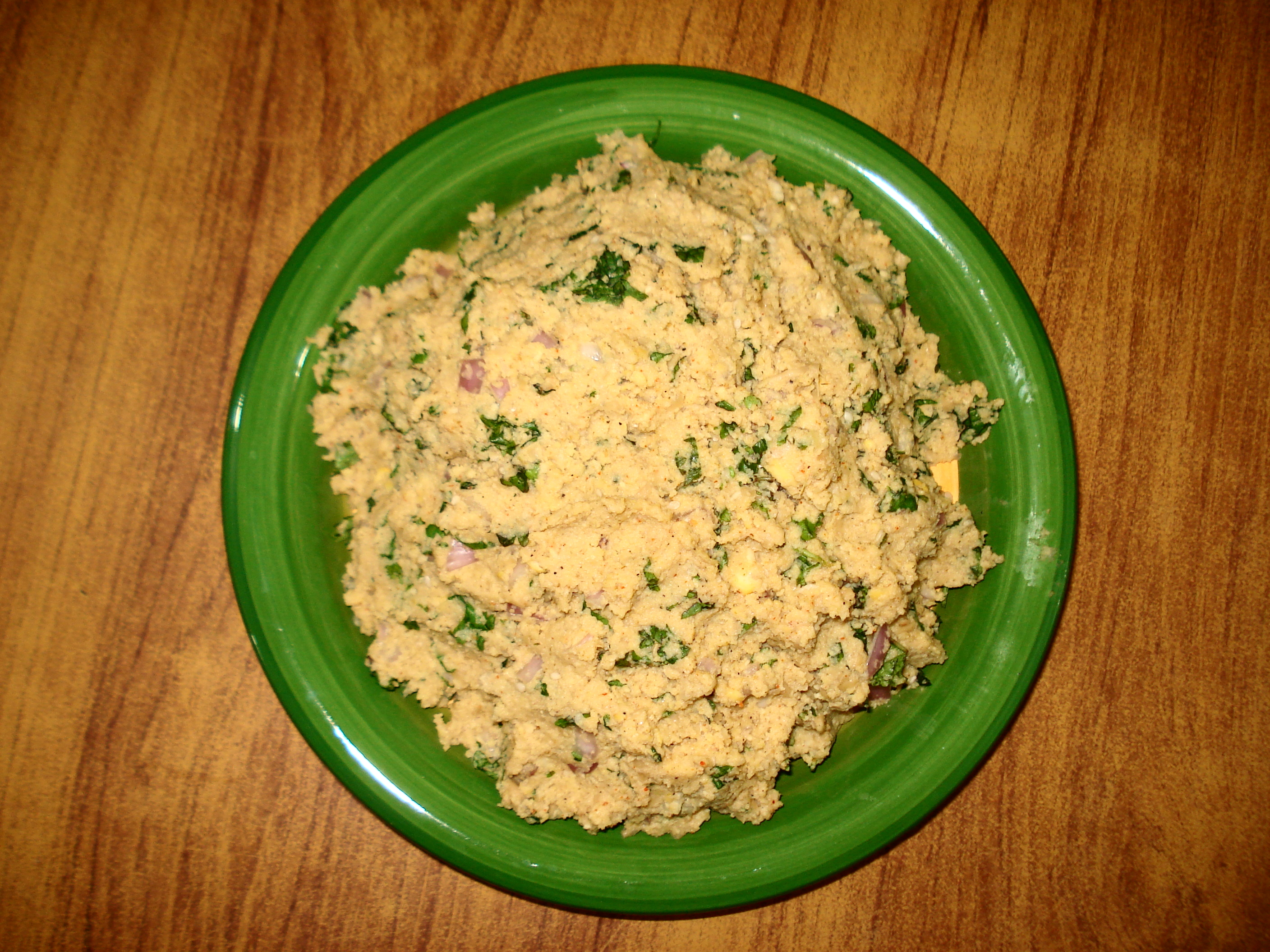
ファラーフェルの生地

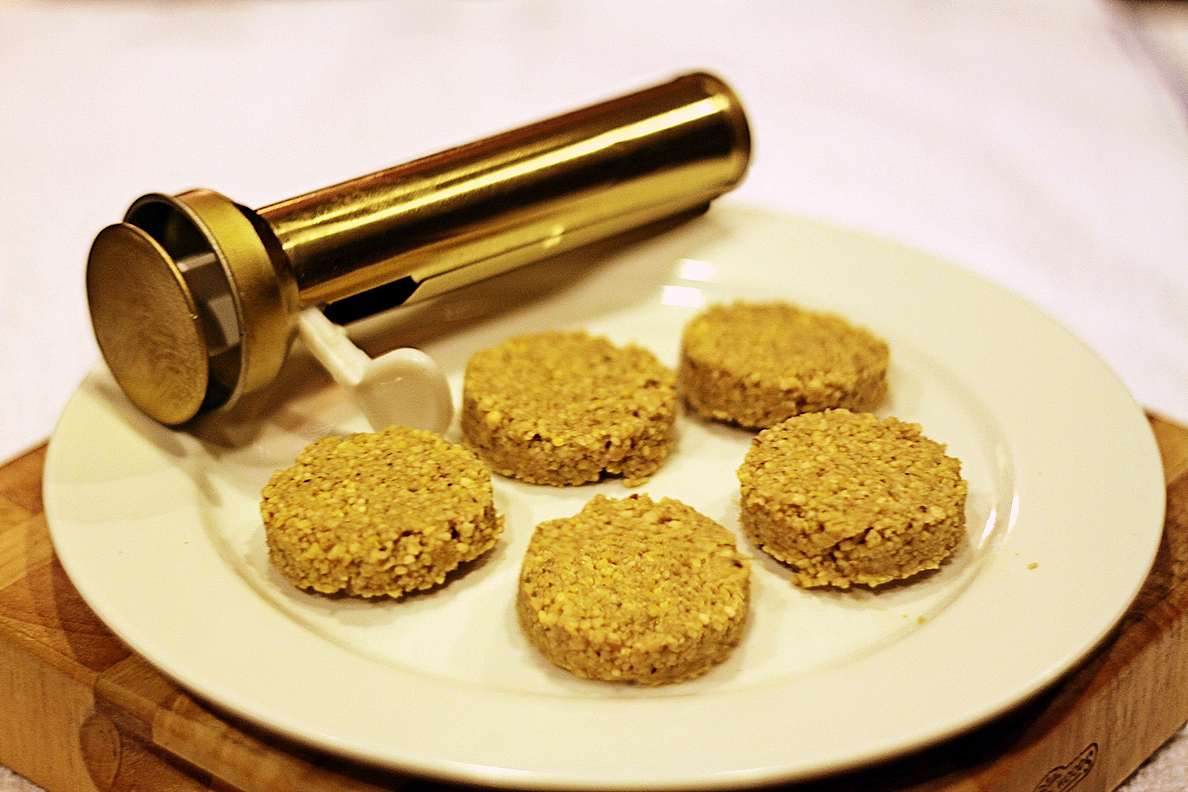
ファラーフェルを成形して押し出す調理器具

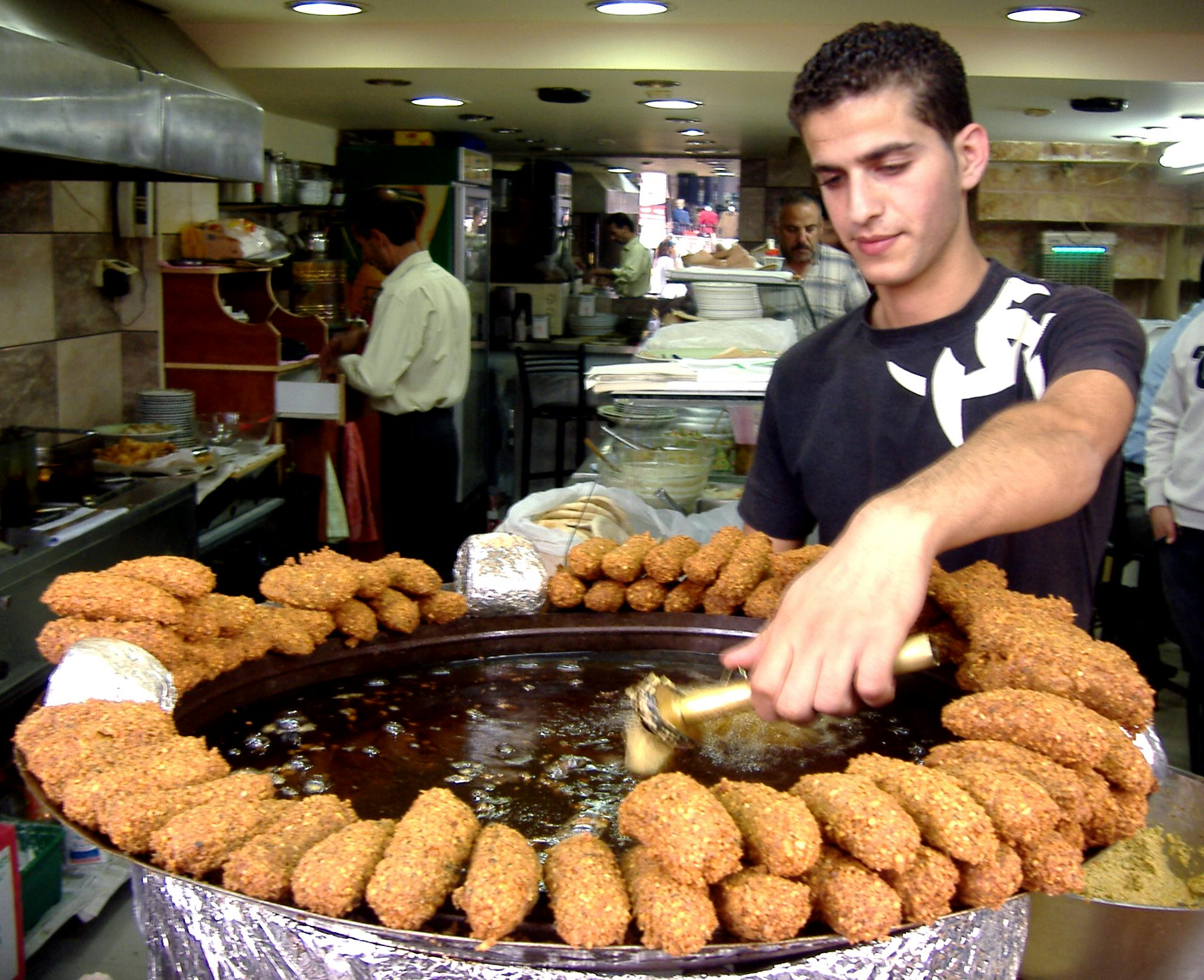
専用型を使ってフライ作業を行うパレスチナ ラーマッラーのファラーフェル屋

主原料がひよこ豆、そら豆、黒目豆のいずれであっても、基本的な作り方は似通っている。

### シリア式の例
1. ひよこ豆を水に浸して戻し柔らかくする。
2. つぶしたひよこ豆と刻みパセリを混ぜて生地を作る。電動ミキサー/フードプロセッサーがある場合は材料を投入して機材に刻みとかき混ぜを行わせる。
3. コリアンダー粉、食塩、クミン粉、刻みニンニク、重曹を加える。
4. 同じ大きさの丸い形に固め、熱した揚げ油に入れる。
5. こんがりと色がついたら完成。

### エジプト式の例
1. 皮無しそら豆を8時間ほどかけて水に浸して戻し柔らかくする。
2. つぶした皮無しそら豆、刻みパセリ、刻みコリアンダー生葉、刻みディル生葉、刻みタマネギ、刻みニンニクを混ぜて生地を作る。電動ミキサー/フードプロセッサーがある場合は材料を投入して機材に刻みとかき混ぜを行わせる。
3. 重曹、水を加える。
4. コリアンダー粉、食塩、クミン粉、香辛料を加えよくこねる。
5. 小さなボール状にし、飾りも兼ねてゴマ粒をつける。
6. 油で5分ほど揚げる。
7. 完成

### パレスチナ式の例
1. ひよこ豆を水に浸して戻し柔らかくする。
2. つぶしたひよこ豆と刻みパセリを混ぜて生地を作る。電動ミキサー/フードプロセッサーがある場合は材料を投入して機材に刻みとかき混ぜを行わせる。
3. コリアンダー粉、食塩、クミン粉刻みニンニク、重曹を加えよくこねる。
4. 同じ大きさの丸い形に固め、熱した揚げ油に入れる。
5. こんがりと色がついたら完成。

## 食べ方

### サンドイッチとして

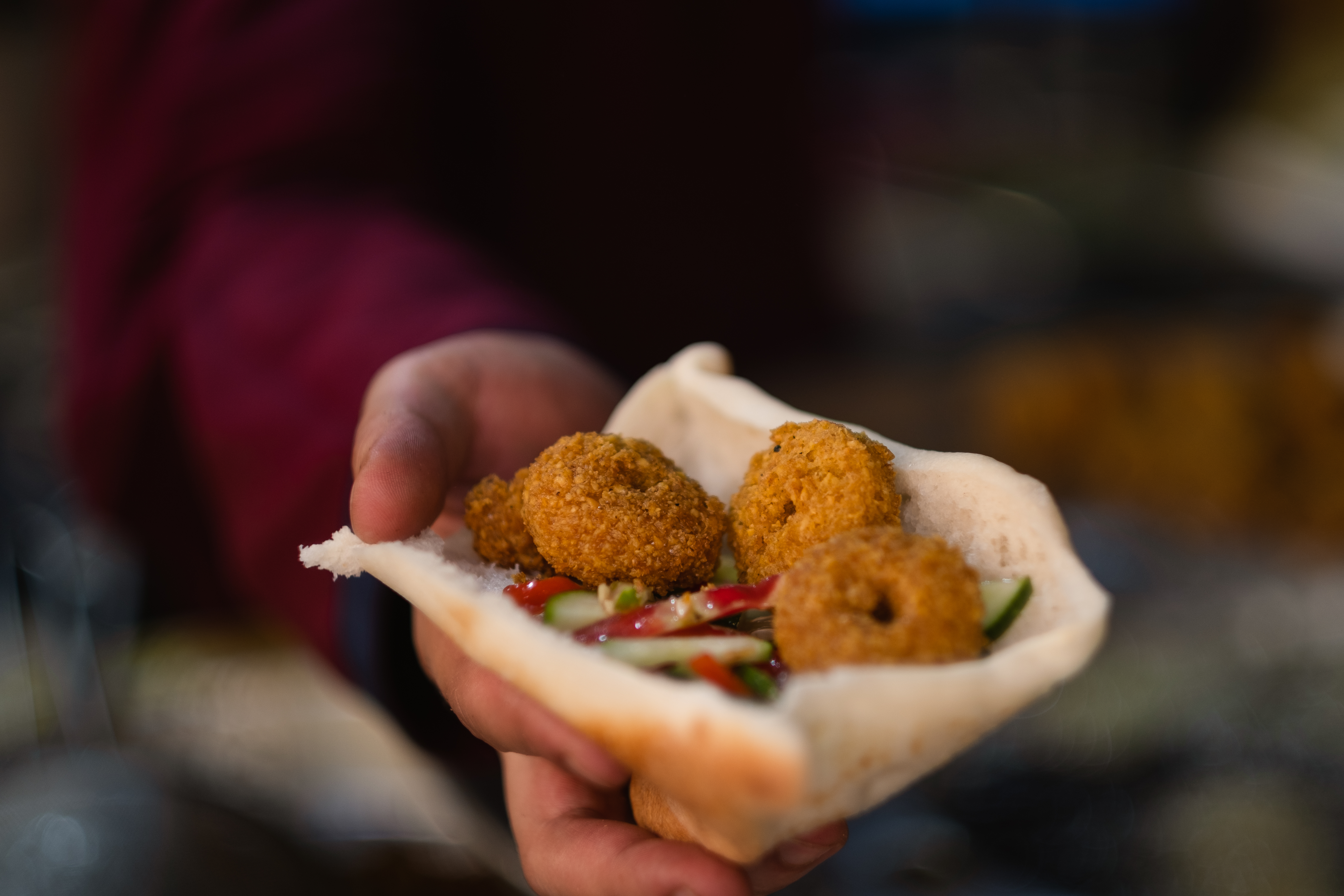
イラク式ひし形パンサンムーンを使ったファラーフェルサンド（イラク アルビール）

ファラーフェルはパンで巻いたりはさんだりしたサンドの形で売られることが多い。パンの形状は国によって異なり、平たいアラビックパンに巻くロールサンドタイプ、コッペパン状の細長いパンにはさんだホットドッグ風、イラクのサンムーンを切り開いてはさんだものもある。
ファラーフェル・サンドに用いるアラブ風の平らなパンは主に
- خُبْز عَرَبِيّ（khubz ʿarabī, フブズ・アラビー / 口語発音：ホブズ・アラビー）- フブズ（ホブズ）・アラビー。いわゆるアラブ式のフブズ（ホブズ）で、半分に切って開くとポケット状になるピタパンに似たパンはレバント地方の كْمَاج（口語発音：kmāj, クマージュ）パンとして知られる。
- خُبْز صَاج（khubz ṣāj, フブズ・サージュ / 口語発音：ホブズ・サージュ）- 単に  صَاج（ṣāj, サージュ）と呼ばれることもある。中華鍋をふせたような金属板やホットプレートで焼き上げた薄く大きなパンで、シャワルマやファラーフェルを包むロールサンド、ラップサンドに多用される。

と呼ばれるタイプがメジャーだが、国によってそれ以外のパンを使うなどいくつかのバリエーションがある。また現地のファーストフード店ではトルティーヤを使ったロールサンド、ラップサンドを別途用意していることもある。
具は色々詰め込む場合があり、アラブ風豆コロッケのファラーフェルとシャワルマ（シャーワルマー）肉が同時に入るサンドを شَوَافِل（shawāfil, シャワーフィル / 口語発音：shawāfel, シャワーフェル）と呼ぶ造語を命名した商品を売る業者も近年登場した。

#### ファラーフェル・ロール
لَفَّة فَلَافِل（laffat falāfil, ラッファト・ファラーフィル / 口語発音：laffat falāfel, ラッファト・ファラーフェル 等）
意味：ファラーフェル・ロール、ファラーフェル・ロールサンド、ファラーフェル・ラップ
パンでファラーフェルを包んだロールサンドの名称。

#### ファラーフェル・サンド
سَنْدَوِيش فَلَافِل（sandawīsh falāfil, サンダウィーシュ・ファラーフィル / 口語発音：サンダウィーシュ・ファラーフェル 等）
سَانْدَوِيش فَلَافِل（sāndawīsh falāfil, サーンダウィーシュ・ファラーフィル / 口語発音：サーンダウィーシュ・ファラーフェル 等）
意味：ファラーフェル・サンド、ファラーフェル・サンドイッチ
パンでファラーフェルをはさんだサンドイッチだけでなく、薄いパンでくるんだロールサンドを指すことも多い。

#### 具の種類
ファラーフェル・サンドやファラーフェル・ロールは他の野菜を入れた上でタヒーナ（タヒーネ/タヒーニ）等のソースがかけられる。イラクではマンゴー酢漬けを使ったピリ辛ソース عَمْبَة（ʿamba, アンバ）ソースが多用される。
具は色々詰め込む場合があり、ファラーフェル（فَلَافِل, falāfil, ファラーフィル：口語発音は falāfel, ファラーフェル）とシャワルマ肉が同時に入るサンドを شَوَافِل（shawāfil, シャワーフィル / 口語発音：shawāfel, シャワーフェル）と呼ぶ造語を命名した商品を売る業者も近年登場した。
なお、アラブ世界にはファラーフェルのロールサンドを「ファラーフェルのシャワルマ（シャーワルマー）」と呼ぶ習慣は無い。本来「シャワルマ（シャーワルマー）」はパンに包まれた中身の肉だけを指す語だが、日本では料理店が「アラビアン・ロールサンドのシャワルマ（シャーワルマー）」としてファラーフェルやフンムス（ホンモス、非アラビア語名称：フムス）を入れたラップサンド、ロールサンド、サンドイッチも全てシャワルマ（シャーワルマー）と呼んで売っていることから来た誤用である。現地の店舗メニューで単に شَاوَرْمَا（shāwarmā, シャーワルマー）と書いてある場合は回転グリル肉のスライスを使ったロールサンドなりのみを指す。

## 各国におけるファラーフェル/タアメイヤの状況
欧米ではマシュリク式のひよこ豆のファラフェルが最もよく知られており、エジプトから東地中海沿岸、アラビア半島南部、イランまで広い地域で愛されている食べ物である。
エジプトではそら豆のみ、シリア、レバノン、イラクではそら豆とひよこ豆半分ずつ、パレスチナやイエメンではひよこ豆のみで作ることが多い。そら豆を入れた方がファラフェルがしっとりするという。火を通してつぶしたじゃがいも、ブルグル、溶き卵を加えることもあり、イーストを加えてふっくらと揚げることもある。
パレスチナの地へのイスラエルの建国当時、国外からの移民が集中した時、国内で深刻な肉不足が起こり、安価で蛋白質が豊富なファラフェルは国民の貴重な蛋白源となった。しかしイラクやクルディスタンからの移民の中には、先天的にグルコース-6-リン酸デヒドロゲナーゼ欠陥を持つ者が多く、そら豆の入ったファラフェルを食べてソラマメ中毒を起こし、死にいたることもあったため、イスラエルではそら豆のファラフェルは作られなくなった。
ファラフェル（タアメイヤ）はエジプトの国民食でもあり、朝昼夜を通していつでも食される。コプト正教の祝日（特に四旬節）にコプト教徒はファラフェルを大量に作って友人や近隣の住民に配る習慣がある。
パレスチナではピタパンにトマト・キュウリ・フムスを挟み、タヒーニ (英: Tahini、胡麻ペースト）ソースやフムスをかけてラップ状サンドイッチにして食べることがある。ファラフェルについてはユダヤ人もアラブ人（パレスチナ人）も食べ方に違いはない。そして、パレスチナにおいては、ファラフェルを販売している簡素な飲食店において、ファラフェルとともにプリガットなどのジュースやコカ・コーラやマカビービールやゴールドスターなどと一緒に飲食することが多い。また、左記の飲食店において、ファラフェルだけではなくシャワルマやシュニッツェルなどもメニューとされていることが多い。
シリア、レバノンなどの地域では、ホブズ・マルクーク（خبز مرقوق）またはホブズ・アル＝ジャバル（خبز الجبل）と呼ばれる直径30センチほどの薄いナン状のパンにトマト、イタリアンパセリ、赤カブやキュウリの漬物などを細かく切って散らし、これもまたざっと砕いたファラフェルを散らしてソースをかけ、くるくると巻いて食べる。

## 諸外国での普及

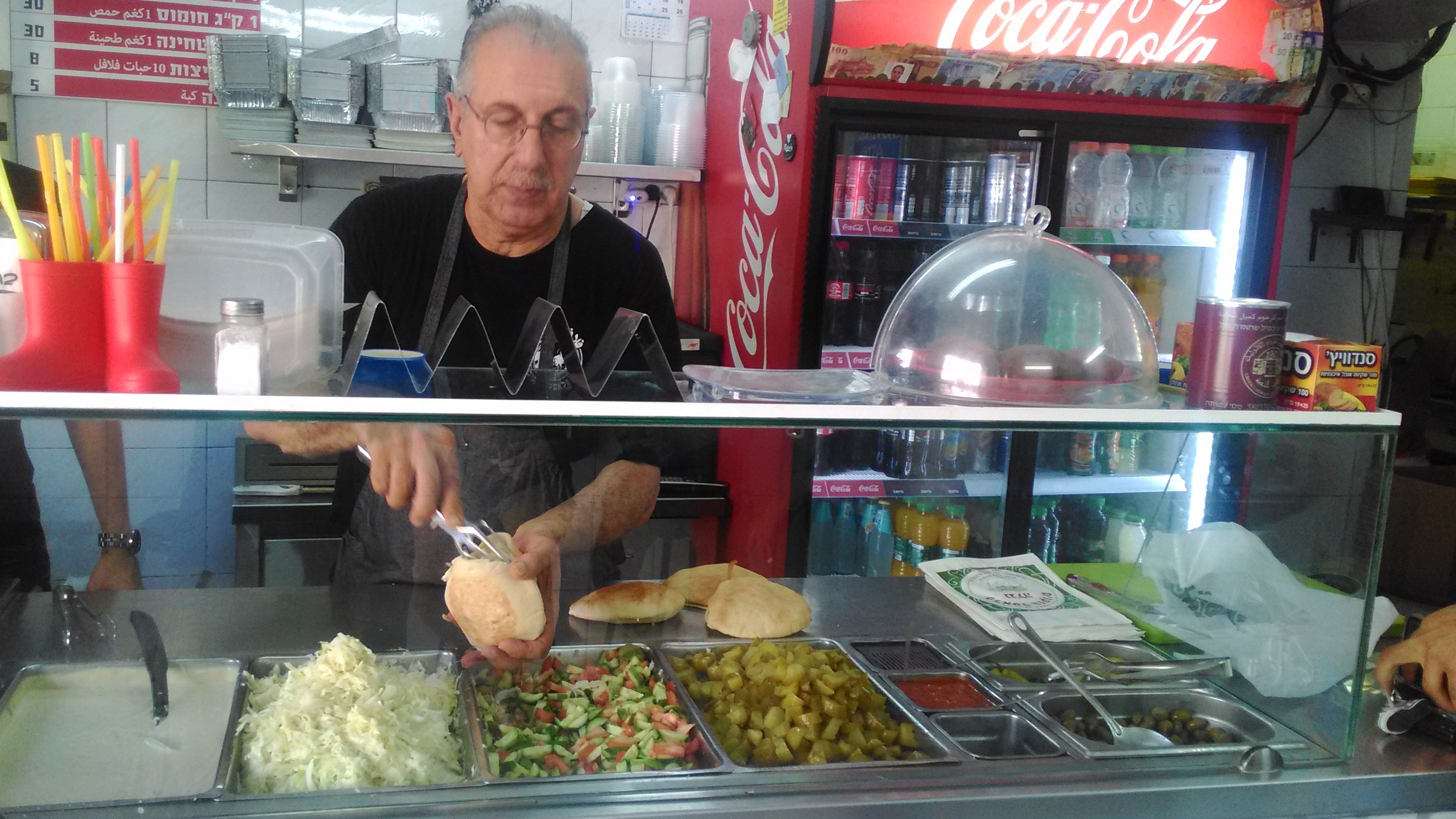
イスラエルの有名店舗

中東以外ではアラブ料理店、イスラエル料理店などのメニューとして提供されるなどしている。
ヘルシーフードとして人気があることから日本でも注目されつつあり、中東料理店での提供に加え各地で複数のファラーフェル（ファラフェル）専門店が営業を行うまでになっている。

## 備考
- 東欧系ユダヤ人（アシュケナジム）の焼き皿料理ファルフェルはファラーフェルとは関係ない。